# Хулан
Хулан (монг. Хулан?, ᠺᠦᠯᠠᠨ?; ~1164 — ~1221) — вторая (после Борте) супруга Чингисхана, меркитка.

## Биография
Хулан была дочерью меркитского вождя Дайр-Усуна, отданной Чингису в качестве дара после военного поражения племени. Чингисхан полюбил её, и на церемонии объявления его ханом Хулан получила титул хатун. Рождённые от неё сыновья Чингиса Кюльхан и Харачар уступали в статусе лишь сыновьям от Борте.
Как и другие жёны Чингисхана, Хулан имела собственную ставку, или орду. Ставка Хулан включала в себя Хэнтэйские горы.
Хулан была единственной из жён Чингиса, сопровождавшей его в большинстве походов, в частности, в среднеазиатской кампании. Умерла во время индийского похода; была погребена подо льдом.

## Память
- Фигурирует в романе Василия Яна «Чингиз-хан» (1939) под именем Кулан.
- Хулан также стала персонажем романа Исая Калашникова «Жестокий век» (1978).